# Ford Flivver
Le Ford Flivver est un avion monoplace conçu par Henry Ford pour devenir la « Ford T des airs ». Le projet de sa production en série est abandonné après l'accident fatal d'un prototype dans l'océan au large de Melbourne (Floride).

## Développement
En 1925, le Ford Trimotor est le premier avion commercial de Henry Ford à connaître le succès.  Reprenant le modèle de la Ford T  comme véhicule « universel », le Ford Flivver est conçu comme un avion « grand public » destiné à être produit en masse, une idée émise par William Bushnell Stout, le directeur de la division aéronautique, acquise par Ford en 1926. Cependant, ni Stout ni William Benson Mayo, le président de  Ford Aviation n'approuvent le modèle Flivver et celui-ci est construit dans un musée des laboratoires Ford situé à proximité. 
La conception de cet avion monoplace doit être parfaitement « adaptée à son usage », selon les instructions de Ford.  Le premier exemplaire est présenté au Ford National Reliability Air Tour de 1926  La presse et le public affluent  pour voir la « Voiture Volante Ford », un avion monoplace qui avait très peu en commun avec le populaire modèle T Flivver.  Le comédien Will Rogers pose dans l'avion pour des photos de presse  (bien qu'il n'ait jamais volé avec). Un chroniqueur du New York Evening Sun écrit un poème enthousiaste sur les futures Ford volantes : 
J'ai rêvé que j'étais un ange
Parmi les anges tout là-haut
Mais je faisais simplement un tour
Dans les cieux dans un Ford. 

## Conception
L’avion était constitué d'un fuselage en tubes d’acier soudé, avec des ailes en bois recouvertes de tissu.  La roue arrière, montée sur le gouvernail dirigeable était également la seule à être pourvue d'un frein.  Les gaz d'échappement étaient dirigés par un collecteur spécial vers un système d’échappement d'automobiles modèle T.  Le train d'atterrissage en acier, fixé à l'aile, était équipé d'amortisseurs en caoutchouc pour absorber les chocs.  Le concepteur de l'avion, Otto Koppen , a ensuite conçu le Helio Courier. 

## Histoire opérationnelle

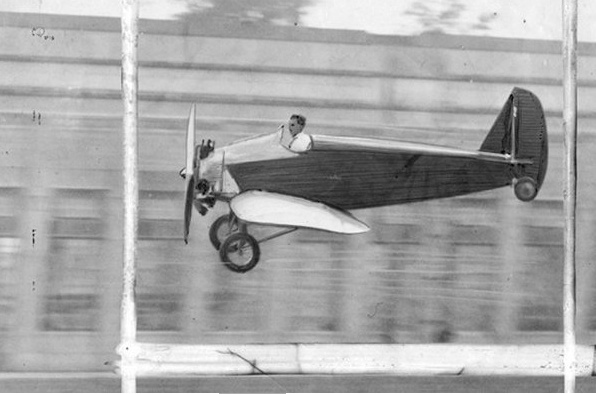
Harry Brooks pilotant le premier Ford Flivver, v. 1927

Ford dévoile Flivver le jour de son 63e anniversaire, le 30 juillet 1926.  Son chef-pilote d'essai est Harry J. Brooks, un jeune employé devenu l'un de ses favoris.  Brooks pilotait régulièrement le Flivver depuis son garage personnel pour se rendre à son travail aux laboratoires Ford. Plus tard, il utilise aussi le deuxième Flivver pour ses déplacements entre les propriétés de Ford. Il pilote aussi l'avion en course contre Gar Wood (lui-même aux commandes du Miss America V) sur la Detroit River lors du trophée Harmsworth. 
Profitant de sa popularité, on invite Charles Lindbergh à piloter un Flivver lors d’une visite au terrain Ford le 11 août 1927 : il est le seul autre pilote à piloter des prototypes Flivver . Il décrira plus tard le Flivver comme « l'un des pires avions qu'il ait jamais piloté » . 
Un troisième prototype, portant le numéro de queue 3218, doté de « longues ailes » est construit dans le but de remporter le record de distance pour les avions légers de classe C (entre 200 et 400 kg ). Le départ de la course a lieu du terrain Ford à Dearborn, dans le Michigan et l'arrivée est prévue à  Miami, en Floride. Un premier vol, auquel Henry Ford assiste, a lieu le 24 janvier 1928 et se termine prématurément à Asheville en Caroline du Nord.  À la deuxième tentative supervisée par Edsel Ford, Brooks décolle de Detroit le 21 février 1928 aux commandes du deuxième prototype. Mais il atterrit trop court de 320 km à Titusville, en Floride, en tordant son l’hélice. L'appareil a tout de même établi un record de 1.564 km. 
Durant la nuit qu'il est obligé de passer à Titusville, Brooks remplace l'hélice tordue par celle de l’autre avion ayant subi un atterrissage forcé. Il place aussi des cure-dents en bois dans les trous de ventilation de son bouchon d'essence pour empêcher l'air humide d'entrer et de se condenser pendant la nuit. Le 25 février, Brooks décolle pour achever le vol. Son moteur s'arrête alors qu'il survole l'Atlantique et il s'abîme en mer au large de Melbourne, en Floride.  L’épave du Ford Flivver est ramenée par la marée, mais le pilote ne sera jamais retrouvé. L'enquête sur les débris de l'avion révèle que ce sont les cure-dents qui obstruaient les trous d'aération du bouchon du réservoir d'essence qui ont provoqué l'arrêt du moteur. 
Bouleversé par la mort de son ami Henry Ford décide de mettre un terme au développement d'avions légers sous la marque Ford. En 1931, un nouvel « Air Flivver » ou Sky Car est commercialisé par la division Stout de Ford. Ford reprend le développement d'un avion léger en 1936 avec le biplace Model 15-P. Le prototype s'écrase lors des essais et ne sera jamais mis en production.

## Variantes

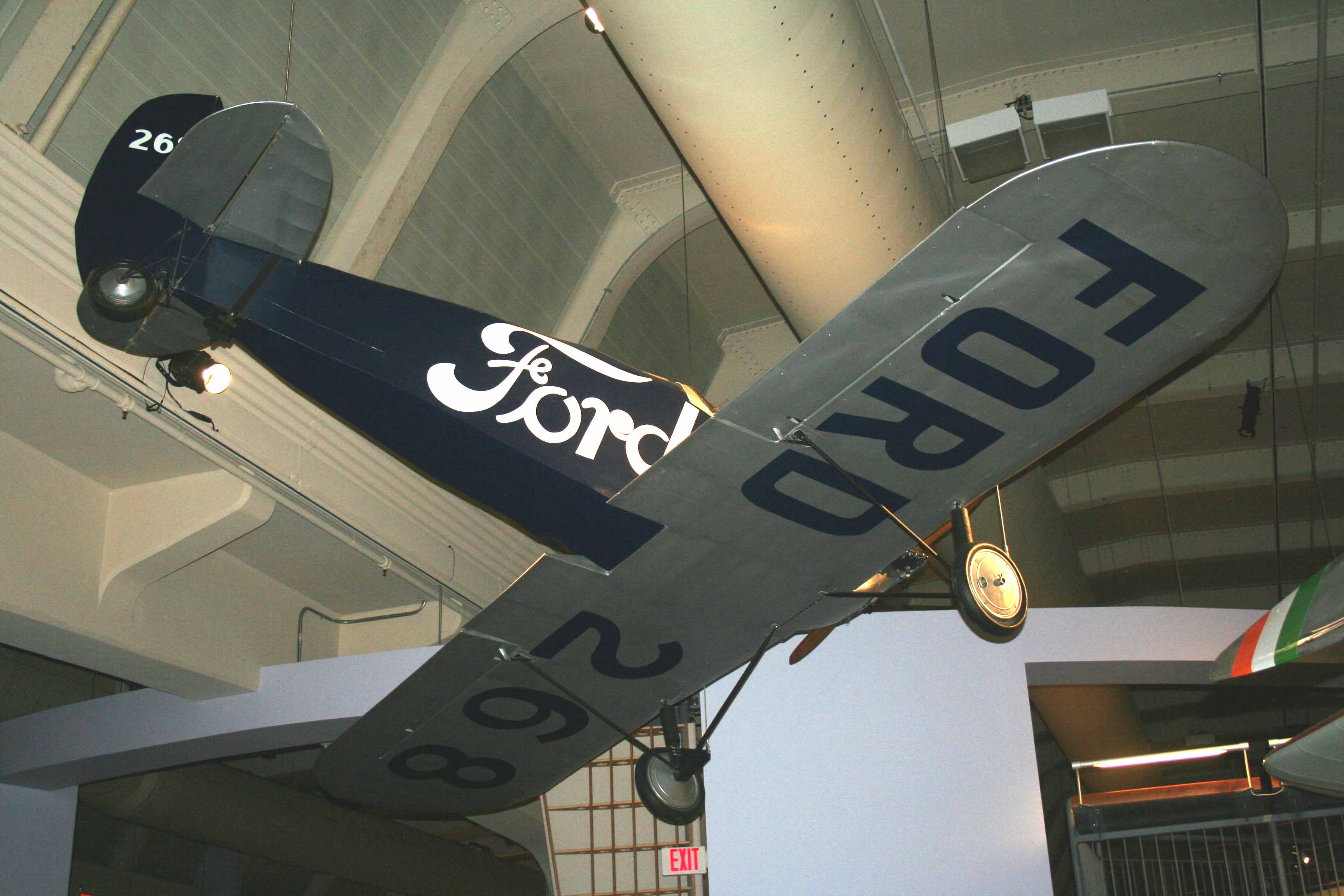
Un Ford Flivver exposé au musée Henry Ford.

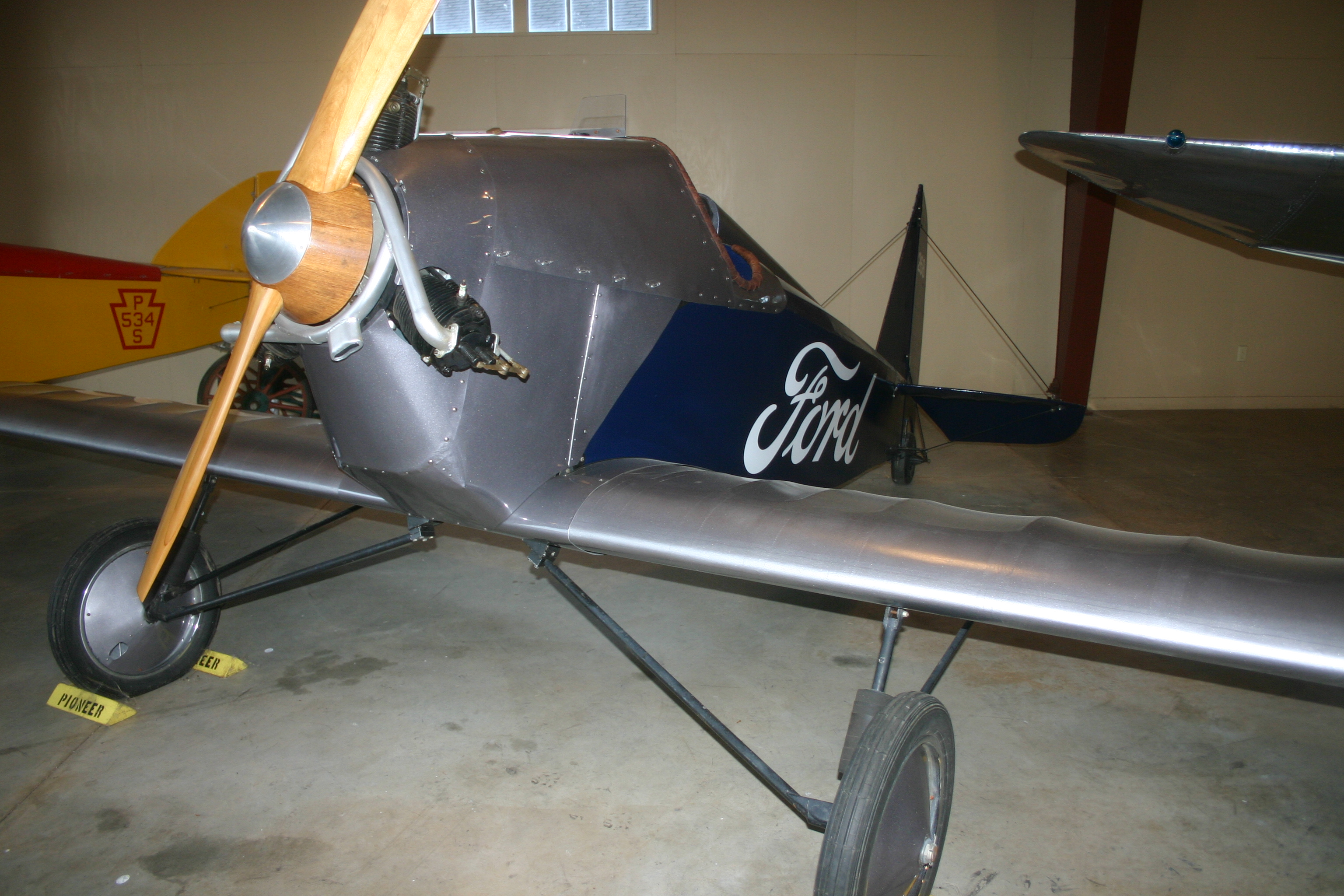
Réplique du Ford Flivver exposée au musée EAA AirVenture.

- Prototype original Flivver 2A : d'une envergure de 4'572 m et équipé d'ailerons larges pouvant servir de volets, comme dans les versions à ailerons courts, il est propulsé par un moteur de trois cylindres Anzani d'une puissance de 36 chevaux (27 kW); deux exemplaires sont construits[17].
- Flivver 2A (Flivver 3218) : ce troisième prototype était plus grand avec 6.7 mètres d'envergure, avait un cadre en acier recouvert de tissu, des haubans spéciaux, un réservoir de carburant de 50 gallons, un accroissement du dièdre et un moteur conçu spécialement par Ford de 2 340 cm3 avec deux cylindres opposés horizontalement, utilisant des composants Wright Whirlwind d’'une puissance de 40 chevaux /30 kW)[18].  Les trois derniers prototypes étaient équipés de ce moteur.  L'enquête sur l'accident était fondée sur les débris de cet avion qui avaient échoué sur la côte.

## Expositions
Un dernier exemplaire du Flivver se trouve au musée Henry Ford.  En 1991, le chapitre 159 de l'EAA de Midland (Michigan) a fait don d'une réplique au musée EAA AirVenture.  La réplique a été construite en 1989 après étude minutieuse du prototype original et sur les conseils d'Otto C. Koppen, le concepteur d'origine, bien qu'elle soit équipée d'un moteur Franklin à deux cylindres.  Une seconde réplique est exposée au Florida Air Museum.

## Spécifications (Ford modèle 2A Flivver)

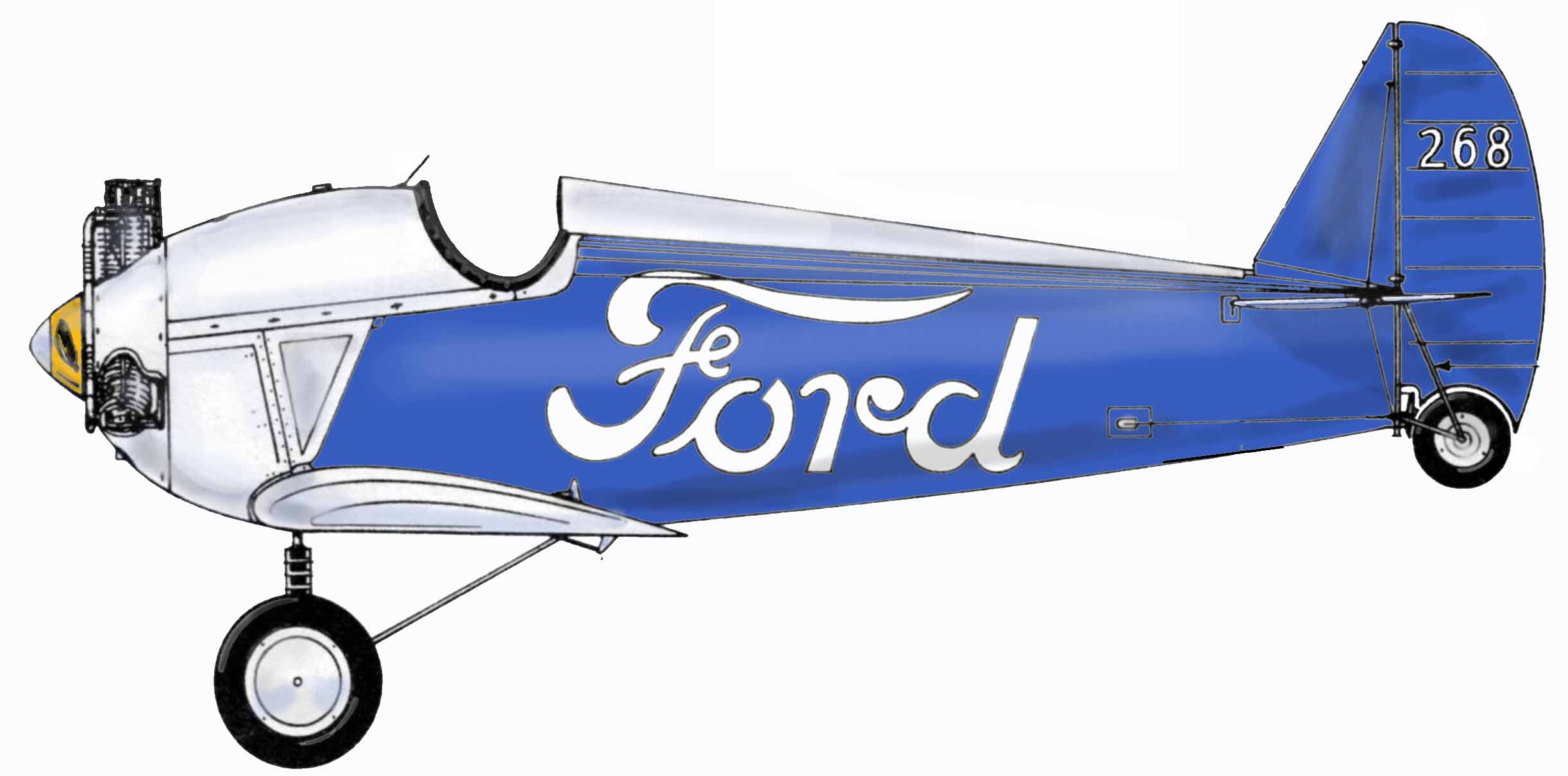
Profil latéral